# Parapagurus andersoni
Parapagurus andersoni är en kräftdjursart som beskrevs av Henderson 1896. Parapagurus andersoni ingår i släktet Parapagurus och familjen Parapaguridae. Inga underarter finns listade i Catalogue of Life.